# Кирковка
Кирковка — деревня в Клинцовском районе Брянской области в составе Медвёдовского сельского поселения.

## География
Находится в западной части Брянской области на расстоянии приблизительно 19 км на юго-восток по прямой от железнодорожного вокзала станции Клинцы.

## История
Основана не позднее начала XVII века; во второй половине XVII века во владении Степана Яворского, позднее - его наследников (Кожуховского, Якимовичей). Состояла в приходе села Душкина. До 1781 входила в Новоместскую сотню Стародубского полка (также упоминается в Топальской сотне); с 1782 временно входила в Суражский уезд.
В 1859 году здесь (деревня Стародубского уезда Черниговской губернии) учтено было 15 дворов, в 1892—47 дворов.
с начала XIX века до 1929 в Стародубском уезде (с 1861 в составе Нижневской волости), с 1923 в Стародубской волости),
с 1929 в Клинцовском районе,
С 1920-х годов по 2005 в Душкинском сельсовете,
в 1954-1960 временно в Кневичском, 
в 1960-1974 в Киваевском сельсовете.
В середине XX века работал колхоз «Верный путь». 

## Население
Численность населения: 80 человек (1859), 280 человек (1892), 71 человек (2002), 31 человек (2010), 18 человек (2013).
Будет упразднена как фактически не существующая в связи с переселением всех жителей на постоянное место жительства в другие населённые пункты